# Залудяк, Николай Иванович
Николай Иванович Залудяк (укр. Микола Іванович Залудяк; 2 апреля 1941, Вендичаны, Винницкая область — 30 декабря 2010, Полтава) — украинский государственный деятель, с 1995 по 1998 председатель Полтавской областной государственной администрации.

## Биография
Родился 2 апреля 1941 года в селе Вендичаны в семье рабочего.
С 1963 по 1968 год обучался в Харьковском автодорожном институте по специальности инженера-экономиста.
С 1957 года работал на целине в Казахстане, был автослесарем в зерносовхозе «Ломоносовский» Рузаевского района Кокчетавской области.
В 1960—1963 гг. проходил действительную военную службу на Краснознамённом Балтийском флоте.
В 1970—1980 годах работал в городе Кременчуге, являлся инструктором райкома КПУ, председателем райисполкома, председателем исполкома Кременчугского городского Совета народных депутатов.
В 1980—1990 годы — первый секретарь Кременчугского горкома КПУ.
Избирался депутатом Верховного Совета УССР XI и XII созывов (1989 год: Кременчугско-Крюковский избирательный округ № 321, второй тур: за — 28844 избирателей; против — 31419), а также депутатом областного Совета народных депутатов 17-18 созывов. С августа 1990 г. председатель Комиссии Верховной Рады Украины по вопросам экологии и рационального природопользования.
В период с 1992 года по 2000 Николай Иванович являлся представителем Президента в Полтавской области, председателем Полтавской областной госадминистрации и советником Президента Украины.
В 2000-х — заместитель управляющего Кременчугским отделением Проминвестбанка, а затем зам. управляющего Полтавским областным отделением Проминвестбанка.
Умер в ночь с 29 на 30 декабря 2010 года в Полтаве.

## Награды
Имеет орден Дружбы народов и «Знак Почёта», медали «За доблестный труд» и в ознаменование 100-летия со дня рождения В. И. Ленина, награждён Почётной Грамотой Президиума Верховного Совета УССР, а также Почётным знаком отличия Президента Украины.
С 1996 года является Почётным гражданином Кременчуга.